# 小澤祥司
小澤 祥司（おざわしょうじ、1956年5月8日 - ）は、日本の環境ジャーナリスト。科学ライター。静岡県出身。専門は生物多様性保全、再生可能エネルギー、環境エネルギー政策、持続可能な地域社会など。

## 来歴
静岡県掛川市出身。
静岡県立掛川西高等学校、東京大学農学部卒業。
大学卒業後出版社勤務の傍らサンゴ礁保全ボランティア活動に参加。1990年代自然環境教育・再生可能エネルギーの普及などを専門に活動。その後、環境問題や生物多様性、再生可能エネルギーをテーマにした取材・執筆活動を続ける。
宇都宮大学農学部、日本大学生物資源科学部などの非常勤講師を歴任。2010年代以降、科学トッピクスや近代史の分野に執筆の幅を広げる。

## 飯舘村
2011年3月11日に発生した東日本大震災に伴う福島第一原子力発電所事故後、京都大学原子炉実験所（現・京都大学複合原子力科学研究所）の今中哲二らとともに、放射能汚染に見舞われた飯舘村の放射能汚染調査を実施。その後、2012年8月に今中らとともに「飯舘村放射能エコロジー研究会」を立ち上げた。

## 著書
- メダカが消える日（2000年4月、岩波書店、ISBN 978-4000022576）
- 自然エネルギーがわが家にやってくる（共著）（2000年9月、中央法規出版、ISBN 978-4805819784）
- コミュニティエネルギーの時代へ（2003年9月、岩波書店、ISBN 978-4000228350）
- 総合学習　調べてみよう！ 使ってみよう！ 自然エネルギー［全4巻］（2004年4月、旺文社、ISBN 978-4010718865）
- マグロが減るとカラスが増える？（2008年5月、ダイヤモンド社、ISBN 978-4478005651）
- 太陽エネルギーの大研究（2012年1月、PHP研究所、ISBN 978-4569782041）
- 飯舘村　6000人が美しい村を追われた（2012年3月、七つ森書館、ISBN 978-4822812492）
- 減電社会（2012年12月、講談社、ISBN 978-4062178464）
- バイオマスエネルギー・ビジネス（共著）（2013年10月、七つ森書館、ISBN 978-4822813871）
- エネルギーを選びなおす（2013年10月、岩波新書、ISBN 978-4004314516）
- 「水素社会」はなぜ問題か（2015年8月、岩波ブックレット、ISBN 978-4002709314）
- 電力自由化で何が変わるか（2016年4月、岩波ブックレット、ISBN 978-4002709499）
- ゾンビ・パラサイト──ホストを操る寄生生物たち（2016年12月、岩波科学ライブラリー、ISBN 978-4000296564）
- うつも肥満も腸内細菌に訊け！（2017年11月、岩波科学ライブラリー、ISBN 978-4000296670）
- 二宮金次郎とは何だったのか　臣民の手本から民主主義者へ（2018年6月、西日本出版社、ISBN 978-4-908443-26-8）
- メタボも老化も腸内細菌に訊け！（2019年1月、岩波科学ライブラリー、ISBN 978-4000296816）
- 日本一要求の多い消費者たち　非常識を常識に変え続ける生活クラブのビジョン（2019年3月、ダイヤモンド社、ISBN 978-4-478-10672-3）
- 生活クラブ千葉グループの挑戦　生協がなぜここまでやるのか（2021年8月、中央法規出版社、ISBN 978-4-8058-8372-3）
- からだとこころの健康を守る腸内細菌入門（2023年1月、ヘリオス出版、KDP版）
- 新型コロナウイルスはどこから来てどこへ行くのか（2023年8月、ヘリオス出版、KDP版）
- 「陸上」プラスチック汚染　降り注ぐプラスチックの雨（2024年3月、ヘリオス出版、KDP版）